# الیانس (تگزاس)
الیانس، تگزاس (به انگلیسی: Alliance, Texas) یک منطقهٔ مسکونی در ایالات متحده آمریکا است که در تگزاس واقع شده‌است.

## خصوصیات
الیانس ۲۲۹ متر بالاتر از سطح دریا واقع شده‌است.